# فرامیس ناین
فرامیس ناین (کره‌ای: 프로미스나인؛ انگلیسی: Fromis 9؛ به سبک fromis_9 نیز نوشته می‌شود) گروه دخترانه اهل کره جنوبی است که در سال ۲۰۱۷ تشکیل شد. این گروه متشکل از هشت عضو است: رو جی سون، سونگ ها یونگ، لی سه روم، لی چه یونگ، لی نا گیونگ، پارک جی وون، لی سو یون و بک جی هون. در ابتدا شامل نه عضو بود که جانگ گیو ری در ۳۱ ژوئیه ۲۰۲۲ گروه را ترک کرد. ۲۶ ژانویه ۲٠۲۵ لی سه روم و لی سو یون و رو جی سون گروه را ترک کردند.
گروه در ۲۴ ژانویه ۲۰۱۸ با انتشار نخستین آلبوم چندآهنگهٔ خود، فعالیتش را آغاز کرد.

## اعضا
| - لی سه روم (이새롬) – لیدر - سونگ ها یونگ (송하영) - پارک جی وون (박지원) - رو جی سون (노지선) - لی سو یون (이서연) - لی چه یونگ (이채영) - لی نا گیونگ (이나경) - بک جی هون (백지헌) | - جانگ گیو ری (장규리) |